# Taylor James
Taylor James (ur. 26 stycznia 1980 w Sevenoaks) – brytyjski aktor teatralny, filmowy i telewizyjny, występował w roli biblijnego Samsona w amerykańsko-południowoafrykańskim filmie Samson.

## Życiorys
Urodził się w Sevenoaks. W latach 1980–1986 mieszkał ze swoją rodziną w Południowej Afryce, po czym powrócił do Wielkiej Brytanii w celu podjęcia nauki. W latach 1991–1997 uczęszczał do szkoły średniej w Northamptonshire. Przez dwa lata studiował sztuki sceniczne w college’u w Northampton. W 2000 otrzymał stypendium w London Studio Centre, gdzie studiował przez kolejne trzy lata.
Po ukończeniu studiów, rozpoczął karierę na scenie, występując w wielu londyńskich produkcjach muzycznych na londyńskim West Endzie w National Theatre, Old Vic Theatre czy Donmar Theatre, w tym Faceci i laleczki, Mamma Mia! i Footloose. W 2007 zagrał w swoim pierwszym filmie fabularnym Mamma Mia! w reżyserii Phyllidy Lloyd.
W 2008 kontynuował pracę na scenie w spektaklach: Piaf, Śmierć Dantona, The Little Dog Laughed i The Duchess of Malfi Johna Webstera. Trafił też do zespołu teatralnego Kennetha Branagha grając w przedstawieniach szekspirowskich: Zimowa opowieść (2015) jako Capino i Romeo i Julia (2016) jako książę.
Występował również w reklamach Vanquis Bank.

## Filmografia

### filmy fabularne
- 2008: Mamma Mia! jako Stag
- 2011: The Power of Three jako młody aktor
- 2011: Blitz jako asystent sali gimnastycznej
- 2015: Christmas Eve jako Nick
- 2017: Liga Sprawiedliwości
- 2018: Samson jako Samson

### seriale TV
- 2007: Hotel Babylon jako pracz
- 2009: Słowo na L jako dzieciak Jamiego
- 2010: Material Girl jako dziennikarz
- 2011: Sirens jako Marvin
- 2012: Czerwony karzeł jako duży doradca symulujący